# Laklanõ
Laklanõ je podgrupa Xokleng Indijanaca danas naseljena na rezervatu Terra Indígena Ibirama (ili Laklãnõ Ibirama) na području brazilske države Santa Catarina.
Laklanõ, kaže Wiik (1999.) svoje porijeklo imaju od starije grupe (ili fratrije) Waikomang. Do podijele dolazi nakon što su (dogodilo se prije kontakta 1914.) Waikomang pobili sve muškarce fratrije Kanu što je destabiliziralo cijelo društveno uređenje Xoklenga. Tada su se podijelili na 3 skupine: a. Ngrokothi-to-prey, na zapadu uz granicu s državom Paraná; b. Laklano, na sjeveru na rijeci Itajai; c. Angying, na južnoj obali.
Prvi miroljubivi kontakt između bijelaca i Xoklenga desio se s grupom Ngrokothi-to-prey (1918.). Ubrzo nakon toga mnogi su pomrli od nekih respiratornih bolesti. U novije vrijeme ima ih preko 60 a integrirani su u brazilsko društvo. 
Većina Angyinga pobijena je 1925. od strane bugreiros-a.preživjelo ih je tri kada 1949. dolaze u kontakt. Od ta tri dvojica su oskoro umrla od influence.
Treća skupina Laklanõ je jedina preživjela sve zamke civilizacije i danas su aktivni u očuvanju prirode i prava na svoju zemlju. U vrijeme kontakta 1914. bilo ih je oko 400. U naredne dvije dekade broj im pada na 106 (Wiik, 1999), no do najnovijeg vremena nekoliko puta se udvostručio.
Laklanõ Xoklengi preživjeli su brutalni proces kolonizacije južnog Brazila koji je započeo sredinom 19. stoljeća, i odgovoran je za istrebljenja brojnih plemenskih skupina. Na rezervatu Laklãnõ Ibirama što se nalazi na područjima općina José Boiteux, Victor Meirelles, Doutor Pedrinho i Itaiópolis, živi 634 sa 600 Mbyá i Nhandeva..